# Ilaria Savioli
Ilaria Savioli (Piove di Sacco, 6 settembre 1990) è un'ex pallanuotista italiana, gemella di Martina, anch’essa pallanuotista.

## Biografia
Ha esordito in serie A1 tra le file del Plebiscito Padova nella stagione 2004-05, squadra in cui ha militato fino al ritiro nel 2021.
Con la nazionale juniores ha conquistato la medaglia d'oro ai campionati europei di categoria nel 2008. Nel 2010 viene convocata nella nazionale maggiore, con la quale ha preso parte alle qualificazioni per la World league di quell'anno.

## Palmarès

### Club
- Campionato italiano: 4

Padova: 2014-15, 2015-16, 2016-17, 2017-18
- Coppe Italia: 3

Padova: 2014-15, 2016-17, 2019-20
- FIN Cup: 1

Padova: 2016-17

### Nazionale
- Oro ai campionati europei juniores: 1

Italia: Chania 2008